# Dr. Becker Unternehmensgruppe
Die Unternehmensgruppe Dr. Becker ist ein Unternehmen, das Reha-Kliniken und spezialisierte Pflegeeinrichtungen in Deutschland betreibt. Es entstand aus einer im Jahr 1977 von Marie-Luise und Ernst Becker gegründeten Rehabilitationsklinik in Bad Essen. Geführt wird das Unternehmen durch einen Vorstand bestehend aus der Vorsitzenden Sandra Bothur und den Vorstandsmitgliedern Tobias Hummel und Bastian Liebsch. Die beiden Töchter des Gründungsehepaars, Dr. Petra Becker und Dr. Ursula Becker, beschäftigen sich im Aufsichtsrat aktiv mit der Ausrichtung auf zukünftige Märkte, Technologien, Innovationen und stellen sicher, dass die Unternehmensstrategie auch ökologische und soziale Aspekte berücksichtigt. Zusammen mit dem Vorstand leiten sie das Unternehmen in zweiter Generation. Unternehmenssitz ist Köln. 
Bei der Unternehmensgruppe sind etwa 1.800 Mitarbeiter beschäftigt. Über 80 Prozent der Mitarbeiter sind Frauen bei zertifizierter Lohngleichheit. Die Dr. Becker Klinikgruppe und die Vitalis Wohnparks betreuen pro Jahr rund 30.000 Patienten und pflegebedürftige Menschen.

## Unternehmensstruktur
Zum deutschlandweiten Verbund der Dr. Becker Klinikgruppe gehören acht Rehabilitationskliniken, die in den Indikationsschwerpunkten Orthopädie, Psychotherapie und Psychosomatik, Neurologie und Kardiologie arbeiten. Eine Klinik wird als Einzelunternehmen innerhalb des Konzerns ABG Management Stiftung & Co KG betrieben. Zwei weitere Kliniken (Neurozentrum Niedersachsen und Juliana Klinik) werden in einem weiteren Konzern (Novacura) betrieben:
- Dr. Becker Brunnen-Klinik in Horn-Bad Meinberg: Psychosomatik / Psychiatrie / Psychotherapie – Rehabilitation, Prävention und privatärztliche Akutbehandlung
- Dr. Becker Burg-Klinik in Stadtlengsfeld: Psychosomatik / Psychiatrie / Psychotherapie – Rehabilitation und Prävention
- Dr. Becker Klinik Juliana in Wuppertal: Psychosomatik / Psychiatrie / Psychotherapie – Rehabilitation, Prävention und privatärztliche Akutbehandlung
- Dr. Becker Kiliani-Klinik in Bad Windsheim: Neurologie, Orthopädie, Neuro-Onkologie – Früh-/Rehabilitation, Prävention und privatärztliche Akutbehandlung
- Dr. Becker Klinik Möhnesee in Möhnesee: Psychosomatik, Kardiologie und Psycho-Kardiologie – Rehabilitation, Prävention und privatärztliche Akutbehandlung
- Dr. Becker Klinik Norddeich in Norden-Norddeich: Orthopädie, Psychosomatik – Rehabilitation, Prävention und privatärztliche Akutbehandlung
- Dr. Becker Neurozentrum Niedersachsen in Bad Essen: Neurologie – Früh-/Rehabilitation und Prävention
- Dr. Becker Rhein-Sieg-Klinik in Nümbrecht: Neurologie, Orthopädie, Osteologie – Früh-/Rehabilitation, Prävention und privatärztliche Akutbehandlung

Außerdem verfügt die Dr. Becker Unternehmensgruppe über deutschlandweit drei physiotherapeutische Zentren, die unmittelbar an eine der Rehabilitationskliniken angebunden sind. Die Physiotherapie-Zentren befinden sich in Norden-Norddeich, Nümbrecht und Bad Windsheim.
In den vier „Vitalis Wohnparks“ der Firmengruppe werden pflegebedürftige Menschen jeden Alters betreut. Das Pflegepersonal vor Ort arbeitet dabei nach dem Grundsatz, die Selbstständigkeit der zu Betreuenden so lange wie möglich zu erhalten. Die Wohnparks liegen in Bad Essen, Preußisch Oldendorf, Bad Windsheim und Ansbach. Hinzu kommt eine Tagespflegeeinrichtung in Preußisch Oldendorf.